# Розенгартен (Баден-Вюртемберг)
Розенгартен (нім. Rosengarten) — громада в Німеччині, знаходиться в землі Баден-Вюртемберг. Підпорядковується адміністративному округу Штутгарт. Входить до складу району Швебіш-Галль.
Площа — 31,02 км2. Населення становить 5174 ос. (станом на 31 грудня 2020).